# صموئيل هنري بيشوب
صموئيل هنري بيشوب هو سياسي كندي، ولد في 27 يوليو 1767، وتوفي في 5 أغسطس 1839. انتخب عضو مجلس نواب نوفا سكوتيا.